# Jarosław Marczewski
Jarosław Marczewski (ur. 18 lipca 1955 w Kielcach, zm. 2 sierpnia 2001) – polski pięściarz, medalista mistrzostw kraju.
Na przełomie marca i kwietnia 1977 roku w Sosnowcu wziął udział w mistrzostwach Polski w kategorii 71 kg. W pierwszej walce wygrał z Waldemarem Drewiczem, następnie zwyciężył Czesława Dawieca. W półfinale został pokonany przez Mariana Wilaszka, zdobywający tym samym brązowy medal. Trzy miesiące wcześniej wystartował w turnieju bokserskim Laur Wrocławia, w którego finale przegrał z Bronisławem Sucheckim. W następnych latach bez większych sukcesów brał udział w indywidualnych mistrzostwach Polski.
Był wychowankiem i zawodnikiem Błękitnych Kielce.